# Phapitreron brevirostris
Phapitreron brevirostris (officiellt svenskt trivialnamn saknas) är en fågel i familjen duvor inom ordningen duvfåglar. Fågeln betraktas oftast som underart till mindre brunduva (Phapitreron leucotis), men urskiljs sedan 2014 som egen art av Birdlife International, IUCN och Handbook of Birds of the World. Den kategoriseras av IUCN som livskraftig.
Arten delas in i två underarter med följande utbredning:
- P. b. brevirostris –  sydöstra Filippinerna: Samar, Biliran, Leyte, Calicoan, Bohol, Siquijor, Camiguin Sur, Dinagat, Siargao, Mindanao och Balut (utanför södra Mindanao)
- P. b. brevirostris –  södra Filippinerna: Basilan och Joloön i Suluarkipelagen